# Ramularia alpina
Ramularia alpina är en svampart som först beskrevs av Caro Benigno Massalongo, och fick sitt nu gällande namn av John Axel Nannfeldt 1950. Ramularia alpina ingår i släktet Ramularia och familjen Mycosphaerellaceae.   Inga underarter finns listade i Catalogue of Life.